# Arthur (Iowa)
Arthur és una població dels Estats Units a l'estat d'Iowa. Segons el cens del 2000 tenia 245 habitants.

## Demografia
Segons el cens del 2000, Arthur tenia 245 habitants, 112 habitatges, i 62 famílies. La densitat de població era de 630,6 habitants per km².
Dels 112 habitatges en un 27,7% hi vivien nens de menys de 18 anys, en un 49,1% hi vivien parelles casades, en un 3,6% dones solteres, i en un 44,6% no eren unitats familiars. En el 42,9% dels habitatges hi vivien persones soles el 29,5% de les quals corresponia a persones de 65 anys o més que vivien soles. El nombre mitjà de persones vivint en cada habitatge era de 2,19 i el nombre mitjà de persones que vivien en cada família era de 3,08.
Per edats la població es repartia de la següent manera: un 26,5% tenia menys de 18 anys, un 7,3% entre 18 i 24, un 24,5% entre 25 i 44, un 17,6% de 45 a 60 i un 24,1% 65 anys o més.
L'edat mediana era de 41 anys. Per cada 100 dones de 18 o més anys hi havia 81,8 homes.
La renda mediana per habitatge era de 25.833 $ i la renda mediana per família de 36.250 $. Els homes tenien una renda mediana de 28.750 $ mentre que les dones 17.500 $. La renda per capita de la població era de 14.007 $. Entorn del 4,7% de les famílies i el 8% de la població estaven per davall del llindar de pobresa.

## Poblacions més properes
El següent diagrama mostra les poblacions més properes.